# Liolaemus quilmes
Liolaemus quilmes — вид ігуаноподібних ящірок родини Liolaemidae. Ендемік Аргентини.

## Поширення і екологія
Liolaemus quilmes мешкають в долинах річок Кальчакі, Ріо-де-лас-Кончас і Санта-Марія в провінціях Сальта, Тукуман і Катамарка. Вони живуть у відкритих кам'янистих і піщаних місцевостях, місцями порослих рослинністю. Зустрічаються на висоті від 1600 до 2200 м над рівнем моря. Відкладають яйця.

## Збереження
МСОП класифікує стан збереження цього виду як близький до загрозливого. Liolaemus quilmes загрожує знищення природного середовища.